# دايفيد روجرز
دايفيد روجرز (بالإنجليزية: David Clayton Rogers)‏ هو ممثل أمريكي، ولد في 21 أكتوبر 1977 بأتلانتا في الولايات المتحدة.

## أعمال

### أفلام
- (2002) الأحد الدامي

## وصلات خارجية
- دايفيد روجرز على موقع IMDb (الإنجليزية)
- دايفيد روجرز على موقع ميوزك برينز (الإنجليزية)
- دايفيد روجرز على موقع قاعدة بيانات الفيلم (الإنجليزية)